# Мэтьюс, Макс

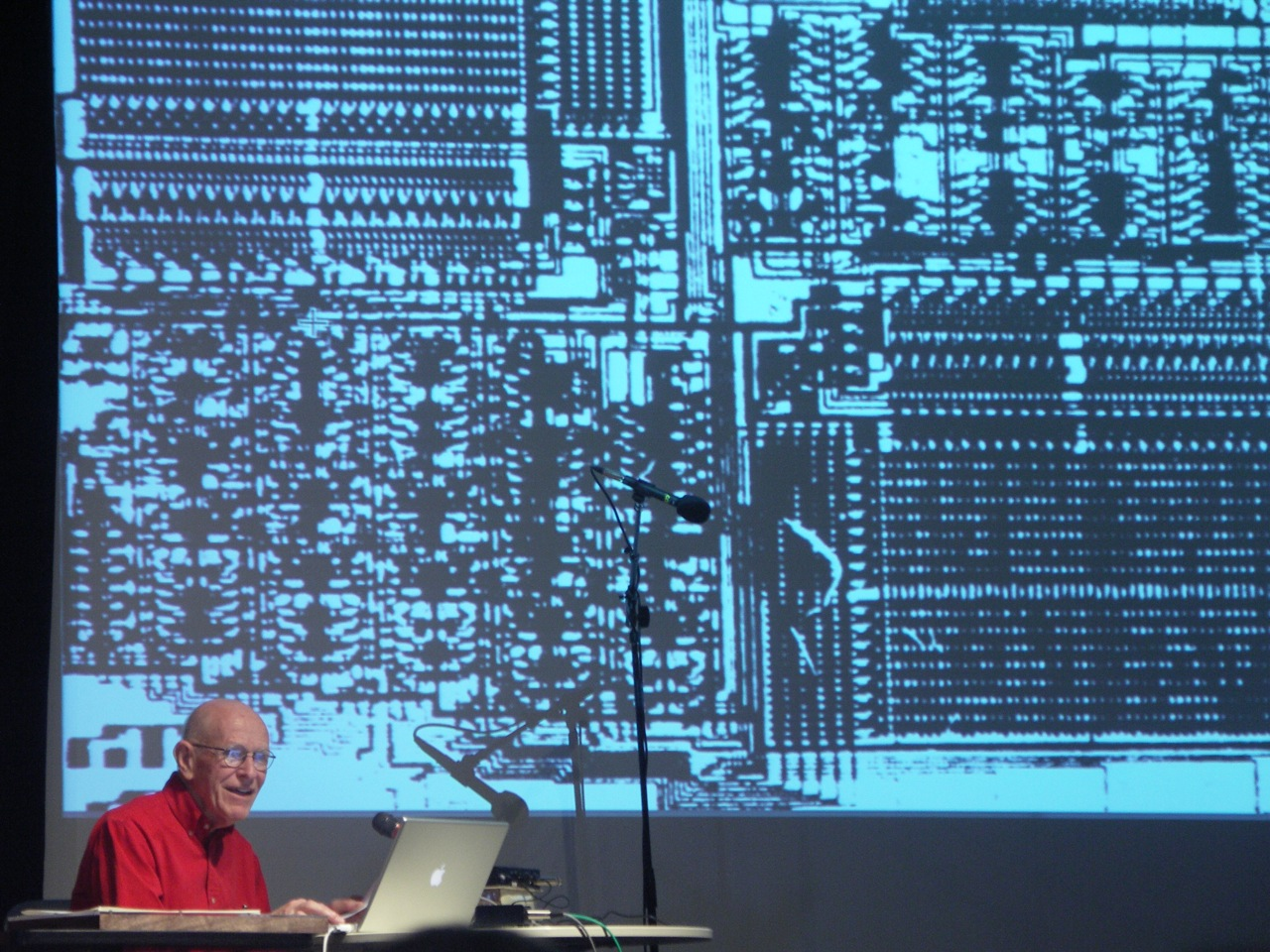
Макс Мэтьюс на своём 80-летии

Макс Мэтьюс (англ. Max Mathews) (13 ноября 1926 — 21 апреля 2011) — инженер, профессор, пионер компьютерной музыки, академик Национальной академии наук США.

## Биография
Родился 13 ноября 1926 года в Колумбусе, штат Небраска (США).
Изучал электротехнику в Калифорнийском технологическом институте и Массачусетском технологическом институте. Получил степень доктора наук в 1954 году. Во время работы в Лабораториях Белла в 1957 году Мэтьюс написал программу MUSIC — первую известную за пределами лабораторий программу, позволявшую ввести в память компьютера музыкальную партитуру, ввести описание программно синтезируемых инструментов в виде набора базовых блоков и их параметров, и исполнить музыкальное произведение, сохранив его в виде цифровой фонограммы на магнитную ленту. До конца века он возглавлял исследования в области цифровой записи и синтеза звука, а также человеко-машинного взаимодействия в части, относящейся к музыкальному исполнению. В 1968 году Мэтьюс и Л. Рослер (англ. L. Rosler) применили для ввода информации в программу MUSIC консольную графическую систему Graphic 1, что дало возможность использовать световое перо вместо перфокарт. В 1970 году Мэтьюс и Ф.Р. Мур (англ. F.R. Moore) создали систему GROOVE (Generated Real-time Output Operations on Voltage-controlled Equipment, сгенерированные в режиме реального времени операции вывода на управляемое напряжением оборудование). Система состояла из аналогового синтезатора, мини-компьютера 3C/Honeywell DDP-24 (либо DDP-224), специальной клавиатуры, набора регуляторов, 14 цифро-аналоговых преобразователей и графического дисплея. Регуляторы и клавиатура обеспечивали опосредованное управление синтезатором. Программная составляющая системы позволяла записать все действия музыканта при исполнении произведения (положения всех регуляторов записывались с частотой 100 Гц), а затем воспроизвести эти действия из памяти компьютера с возможностью непосредственно влиять на них, используя регуляторы и контролируя процесс по слуху и по изображению на экране дисплея. Таким образом, музыкант мог выполнить функции дирижёра.
С 1967 по 1970 годы Мэтьюс руководил комитетом музыкальной акустики Американского акустического общества.
В 1962—1985 годах был директором Акустического исследовательского центра (англ. Acoustical and Behavioral Research Center at Bell Laboratories). С 1974 по 1980 годы был научным советником «Института исследования и координации акустики и музыки» (фр. Institute de Recherche et Coordination Acoustique/Musique, IRCAM) в Париже (Франция). С 1987 года был профессором музыки в Стенфордском университете.
Умер 21 апреля 2011 года в Сан-Франциско (Калифорния, США) от последствий пневмонии. Симфонический оркестр Стэнфордского университета посвятит памяти Макса Мэтьюса свой концерт 28 мая.

## Признание и награды
- Мэтьюс был избран членом многих академий и обществ:
  - Национальная академия наук США[10]
  - Национальная инженерная академия США
  - Американская академия искусств и наук[11], Американское акустическое общество
  - Институт инженеров электротехники и электроники (IEEE)[12]
  - Audio Engineering Society
- Награды
  - Серебряная медаль за достижения в области музыкальной акустики от имени Американского акустического общества
  - Кавалер французского Ордена искусств и литературы